# Rheobatrachus
Rheobatrachus és un gènere d'amfibis anurs de la família dels miobatràquids (Myobatrachidae), endèmic d'Austràlia. El grup probablement estigui extint, ja que els últims exemplars es van observar en la dècada de 1980, tot i que científics de la Universitat de Nova Gal·les del Sud estan treballant en la seva clonació.

## Taxonomia
Es reconeixen les dues espècies següents segons ASW:
- Rheobatrachus silus Liem, 1973 és la granota incubadora gàstrica de sud.
- Rheobatrachus vitellinus Mahony, Tyler & Davies, 1984 és la granota incubadora gàstrica de nord.